# Funerale jazz

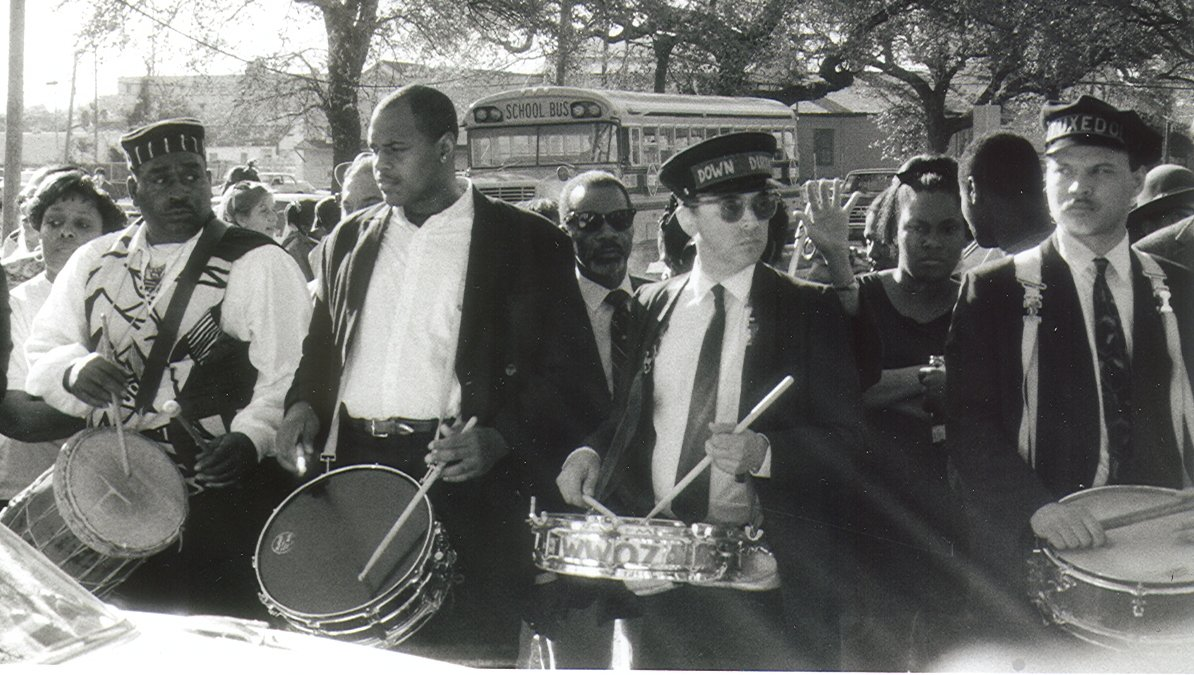
Batteristi al funerale del musicista jazz Danny Barker nel 1994. Sono presenti Louis Cottrell, pronipote dell'innovativo pioniere della batteria di New Orleans, Louis Cottrell, Sr. e nipote del clarinettista di New Orleans Louis Cottrell, Jr., della Young Tuxedo Brass Band, estrema destra; Louis "Bicycle Lewie" bandleader della Down & Dirty Brass band, secondo da destra.

Un funerale jazz è un corteo funebre accompagnato da una banda di ottoni, nella tradizione di New Orleans, Louisiana.

## Storia
Il termine "funerale jazz" è stato a lungo utilizzato da osservatori provenienti da altre parti del mondo, ma era generalmente disdegnato come inappropriato dalla maggior parte dei musicisti e praticanti della tradizione di New Orleans. La descrizione preferita era "funerale con musica". Infatti, sebbene il jazz facesse parte della musica suonata, non era l'obiettivo principale della cerimonia. Questa riluttanza ad usare il termine svanì in modo significativo negli ultimi 15 anni circa del XX secolo tra le generazioni più giovani di musicisti delle bande di ottoni di New Orleans, più familiari con lo stile influenzato dal funk post-Dirty Dozen Brass Band e dal Soul Rebels Brass Band, rispetto al vecchio jazz tradizionale del jazz di New Orleans.

## Influenze
La tradizione fonde forti influenze culturali europee e africane. Il passato coloniale della Louisiana le ha dato una tradizione di bande di ottoni in stile militare che venivano richieste in molte occasioni, inclusa la riproduzione di cortei funebri. Questo fu combinato con pratiche spirituali africane, in particolare la tribù Yoruba della Nigeria e altre parti dell'Africa occidentale. I funerali jazz sono anche fortemente influenzati dalle chiese protestanti e cattoliche dell'inizio del XX secolo, dalle bande di ottoni neri e dall'idea di celebrare dopo la morte per compiacere gli spiriti che proteggono i morti. Un altro gruppo che ha influenzato i funerali jazz sono i Mardi Gras Indiani.
La tradizione era diffusa tra i neoorleani oltre i confini etnici all'inizio del XX secolo. Quando la musica comune delle bande di ottoni divenne più selvaggia negli anni precedenti la prima guerra mondiale, alcuni bianchi di New Orleans considerarono la musica calda irrispettosa, e tali funerali musicali divennero rari tra i cittadini bianchi della città. Dopo gli anni '60, iniziò gradualmente ad essere praticata oltre i confini etnici e religiosi. Più comunemente tali funerali musicali vengono organizzati per individui che sono musicisti stessi, legati all'industria musicale, o per membri di vari club di assistenza sociale e di piacere o Carneval Krewe che tengono a organizzare tali funerali per i membri. Sebbene la maggior parte dei funerali jazz siano per musicisti afroamericani, c'è stata una nuova tendenza in cui i funerali jazz vengono offerti ai giovani deceduti.

## Organizzazione
Gli organizzatori del funerale organizzano l'assunzione della banda musicale come parte dei servizi. Quando muore un collega musicista rispettato o un membro di spicco della comunità, anche alcuni musicisti aggiuntivi possono suonare nel corteo in segno di stima per il defunto. In tempi più recenti chiunque può richiedere un funerale Jazz, ma il percorso del musicista è ancora oggi quello più comunemente visto.
Un tipico funerale jazz inizia con una marcia della famiglia, degli amici e di una banda di ottoni dalla casa, dalle pompe funebri o dalla chiesa al cimitero. Durante la marcia funebre, è noto che gli spettatori si uniscono ai festeggiamenti della morte. Per tutta la marcia, la banda suona canti funebri e inni cupi. Si verifica un cambiamento nel tenore della cerimonia, dopo che il defunto è stato sepolto, oppure il carro funebre lascia il corteo e i membri della processione salutano per l'ultima volta e 'liberano il corpo'. Dopo di ciò la musica diventa più allegra, spesso iniziando con un inno o un numero spirituale suonato in modo swing, per poi passare a melodie popolari e calde. C'è musica rauca e danze catartiche in cui gli spettatori si uniscono per celebrare la vita del defunto. Coloro che seguono la banda solo per godersi la musica sono chiamati la second line, e il loro stile di ballo, in cui camminano e talvolta fanno volteggiare in aria un parasole o un fazzoletto, è chiamato second line.
Alcuni pezzi tipici spesso suonati ai funerali jazz sono la canzone lenta e cupa "Nearer My God to Thee" e spiritual come "Just a Closer Walk With Thee". Gli ultimi brani più ottimisti includono spesso "When the Saints Go Marching In" e "Oh, Didn’t He Ramble".

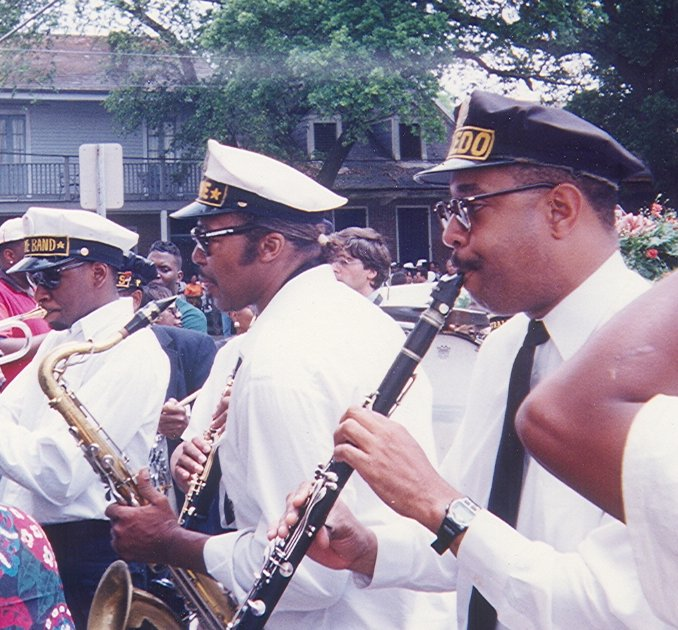
Musicisti suonano per un funerale lasciando la chiesa di Sant'Agostino nel quartiere di Tremé; Michael White in primo piano.

## Nella cultura popolare
The Cincinnati Kid (1965), che si svolge a New Orleans, inizia con un funerale jazz in cui viene suonata la canzone "Oh, Did’t He Ramble".
Nel film di James Bond Live and Let Die (1973), una delle prime scene mostrava un agente segreto ucciso sotto la copertura di un funerale jazz.
La serie televisiva HBO Treme del 2010 presentava spesso funerali jazz come parte della sua rappresentazione del panorama musicale di New Orleans.
La serie TV Originals, spin-off di The Vampire Diaries, iniziata nel 2013 e e andata in onda per 5 stagioni, spesso presentava una forma di funerali jazz ogni volta che morivano personaggi importanti. A differenza dei veri funerali jazz che andavano da una casa, un'impresa di pompe funebri o una chiesa al cimitero, i funerali jazz in The Originals erano sempre nella Piazza del quartiere francese. Inoltre mostravano principalmente solo la parte di musica vivace e non quella cupa. Alcuni dei personaggi che hanno avuto un funerale jazz in questa serie erano Padre Kieran, Camille e Haley.
C'è un film del 2014 intitolato The Jazz Funeral interpretato da James Morrison e Bobby Campo.
Legacies, uno spin-off di 4 stagioni del 2018 di The Originals, prevedeva anche un funerale jazz per il padre del personaggio principale, Klaus Michaelson, nella quarta stagione, che era morto nel finale della serie The Originals anni prima, sia nel tempo reale che nel tempo della serie.
Nel film Disney del 2023 Haunted Mansion, per le strade di New Orleans si svolge un funerale jazz in cui una canzone originale chiamata "His Soul Left Gloss on the Rose" viene eseguita da The Soul Rebels.
Il funerale jazz è stata una delle ispirazioni dietro una scena del funerale nell'episodio Rix Road nella serie televisiva Disney+ del 2023 Andor.

## Galleria d'immagini

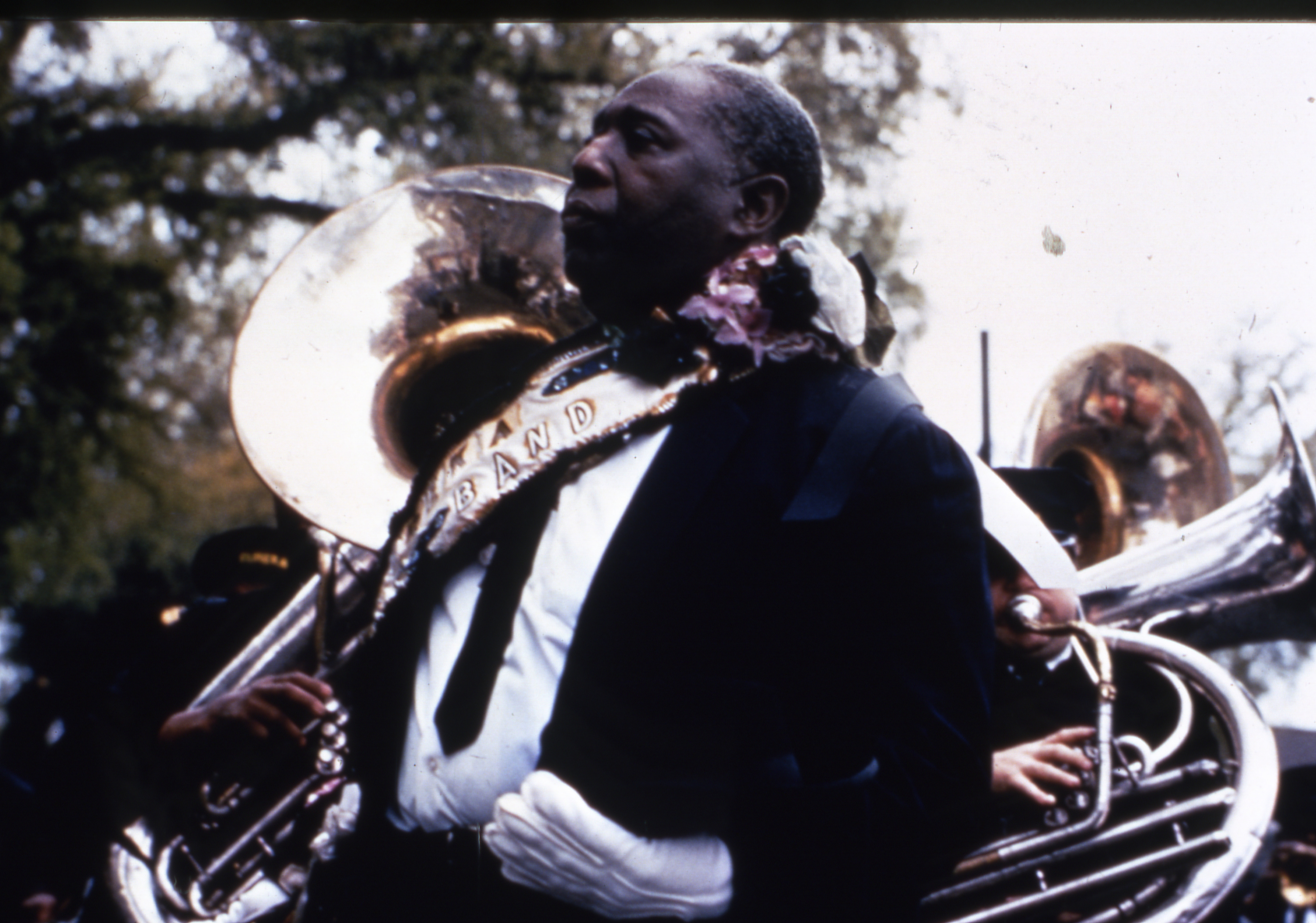
Suonatore di tuba alla parata della banda, circa 1986
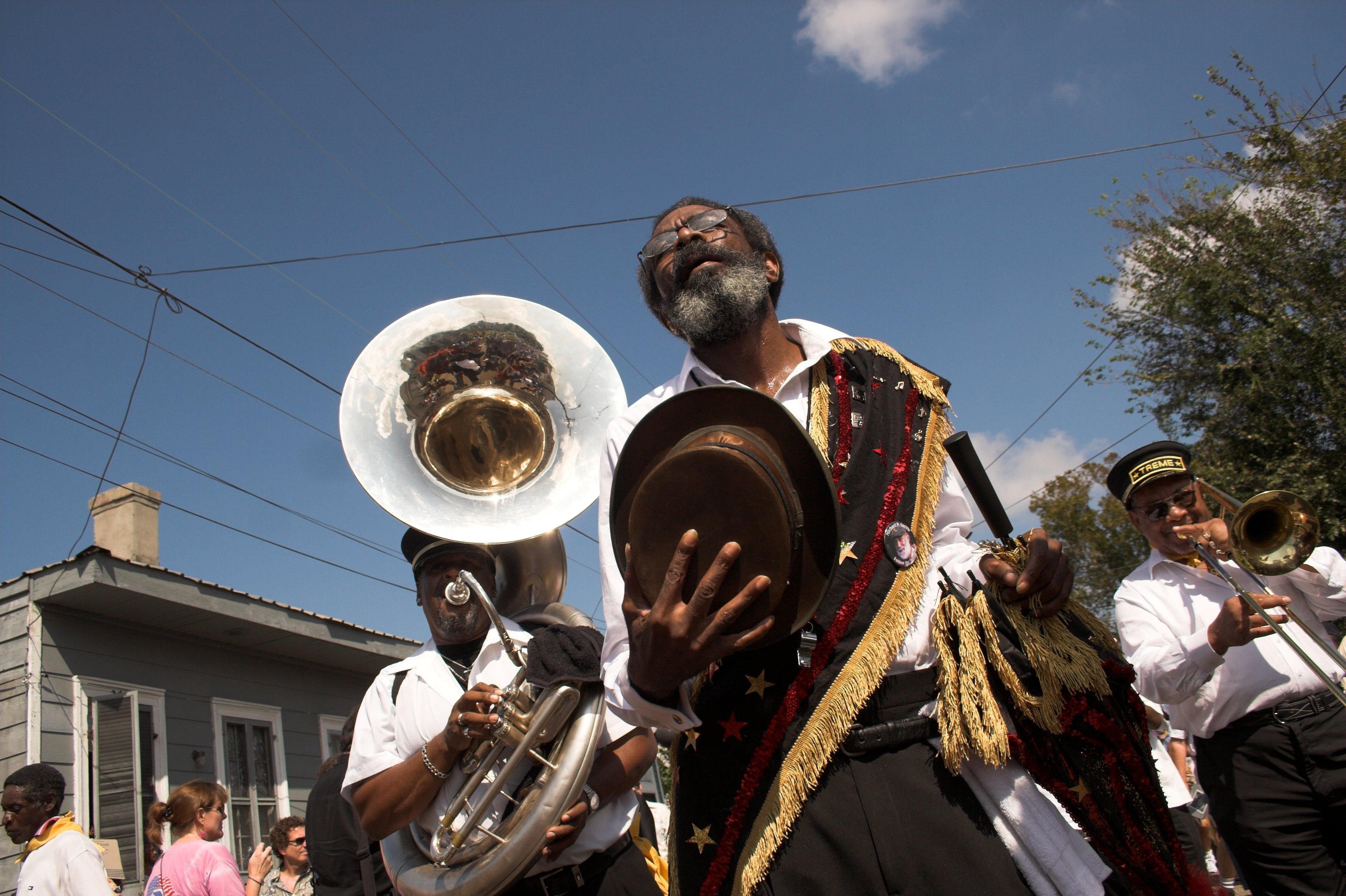
Il Gran Maresciallo e la banda al corteo funebre per il fotografo Michael P. Smith
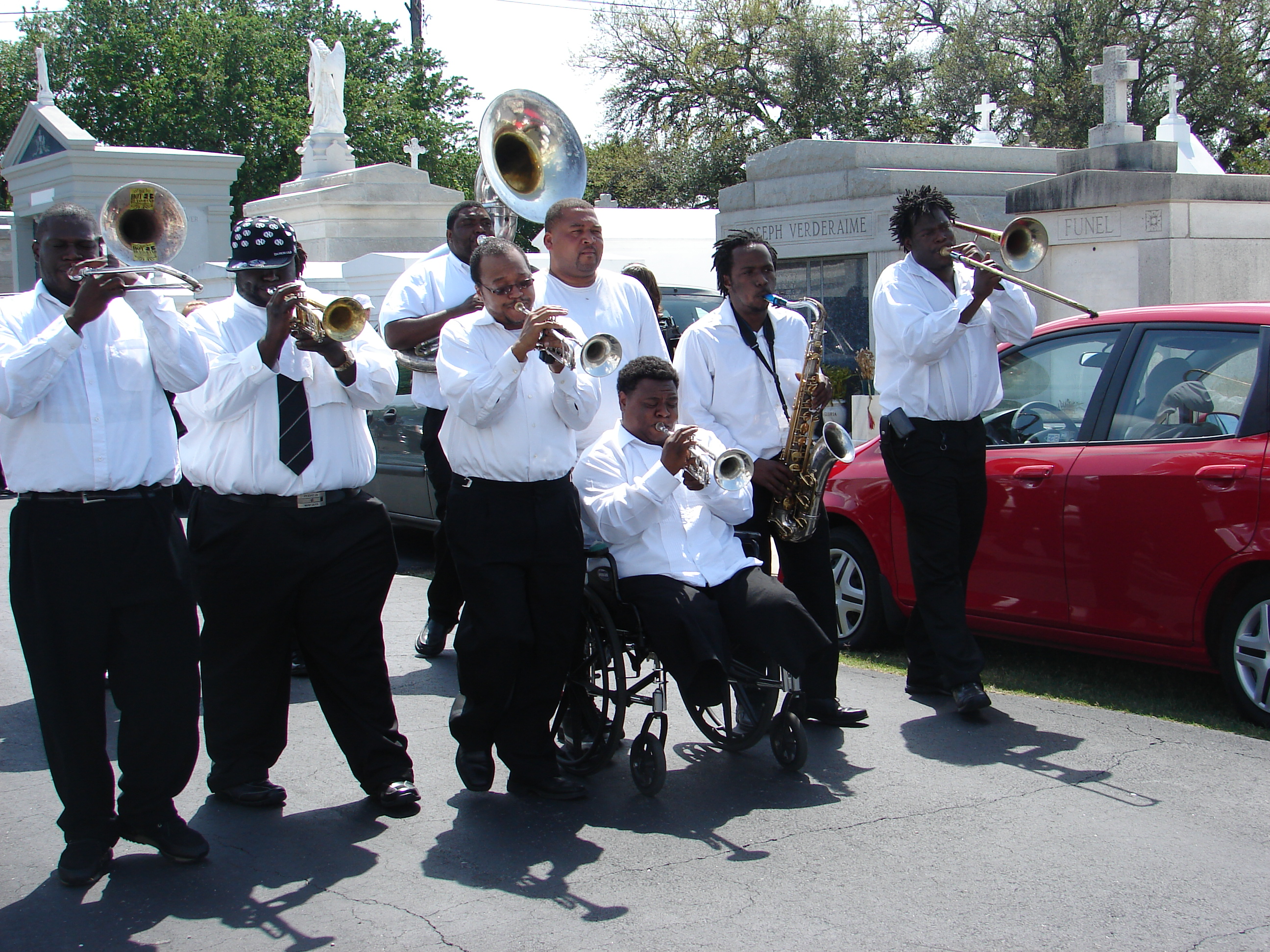
La Hot 8 Brass Band suona un funerale jazz per la blogger di New Orleans Ashley Morris
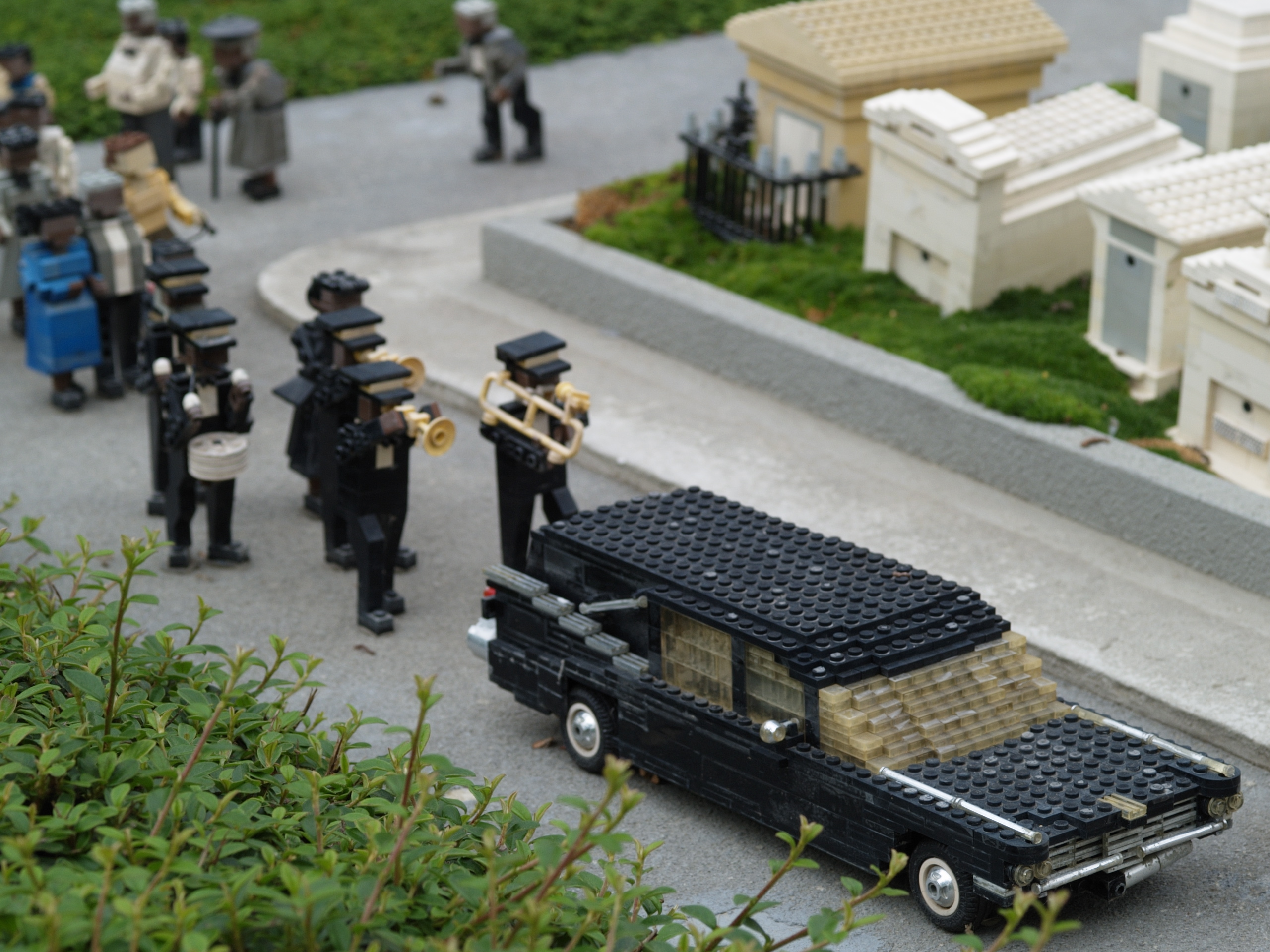
Corteo funebre jazz nella sezione di Miniland di New Orleans a Legoland California.
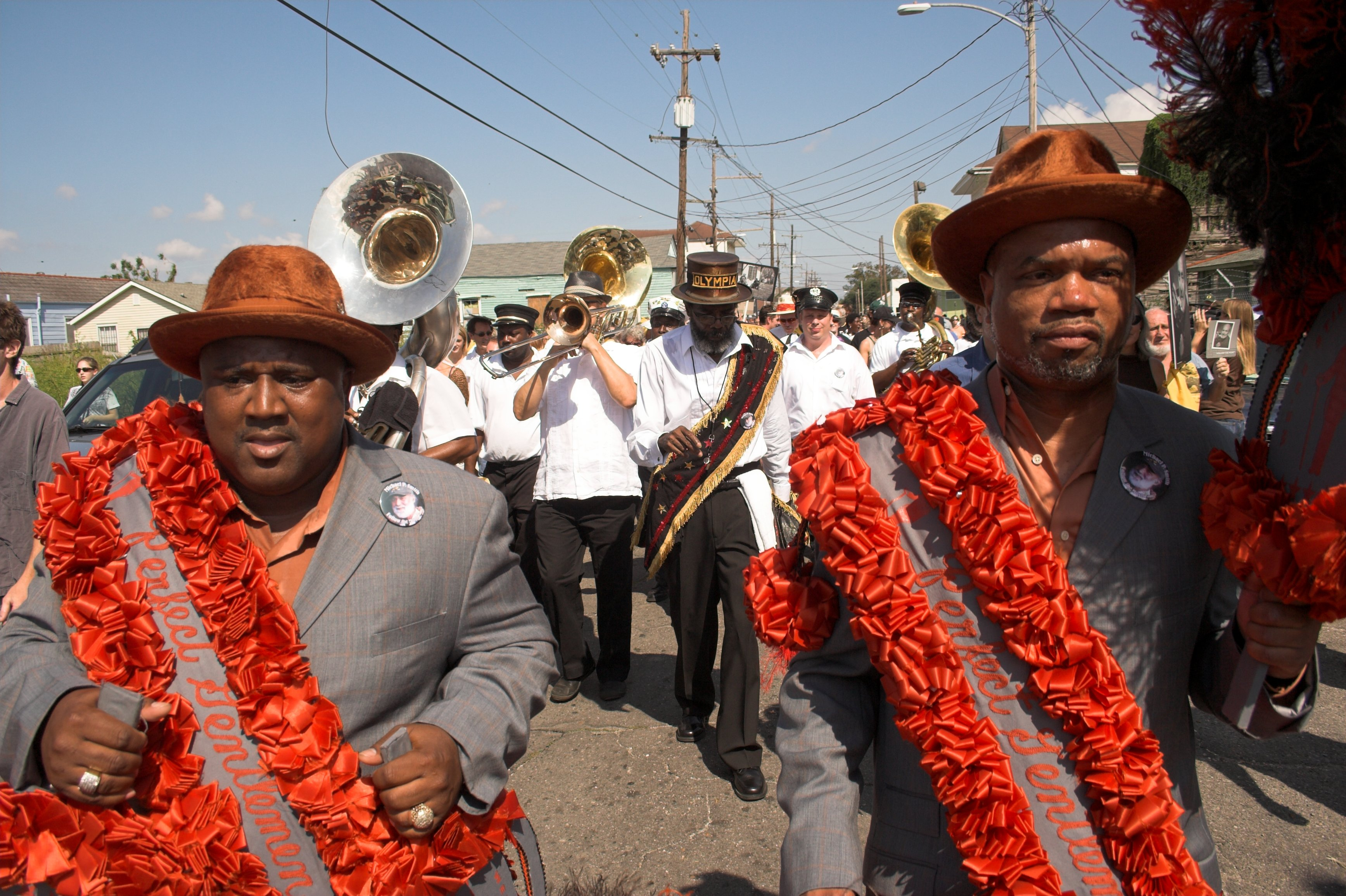
Un funerale jazz per Michael P. Smith, New Orleans
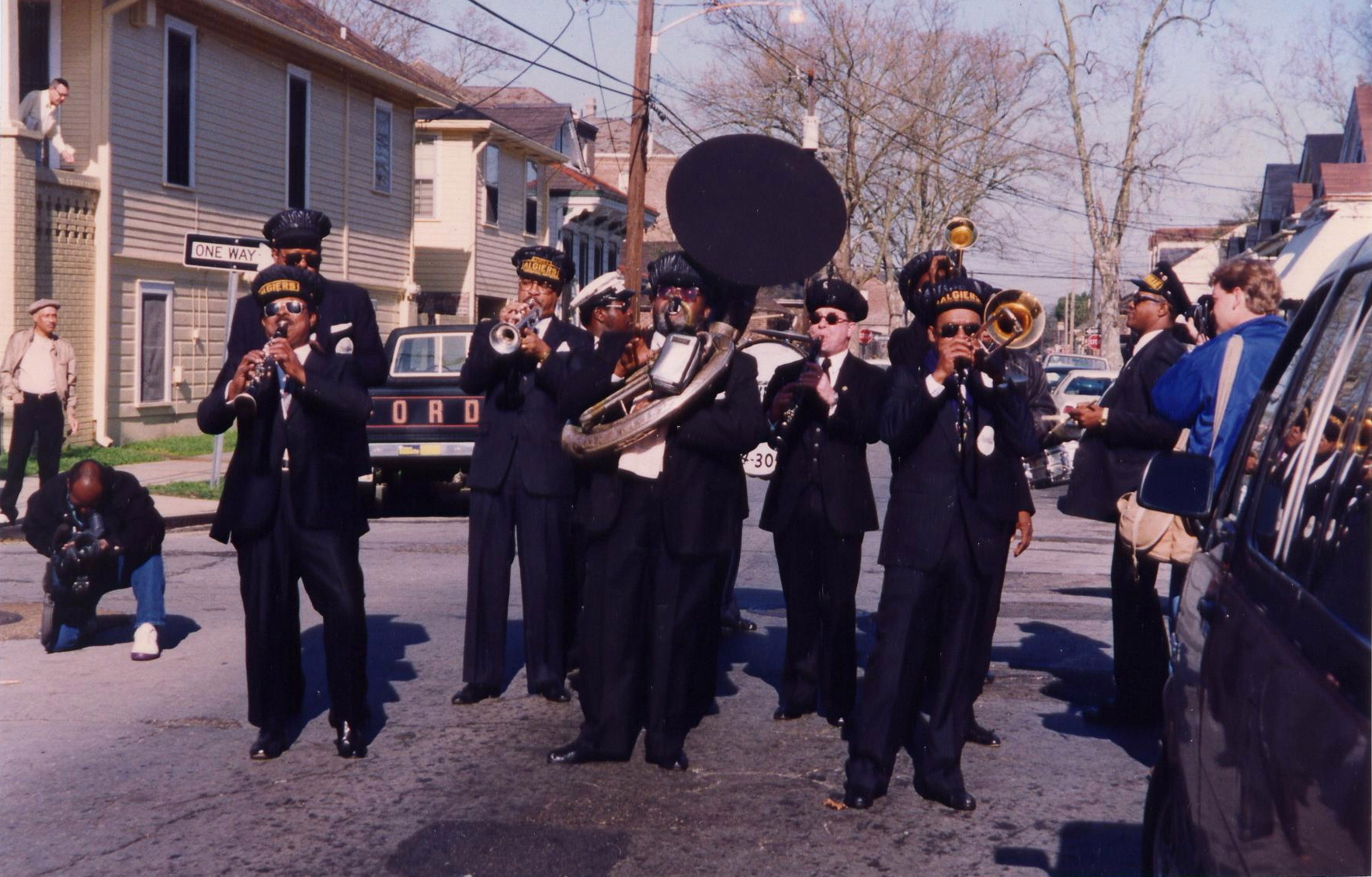
Musicisti della 'Algiers Brass Band' ad un funerale jazz, New Orleans.
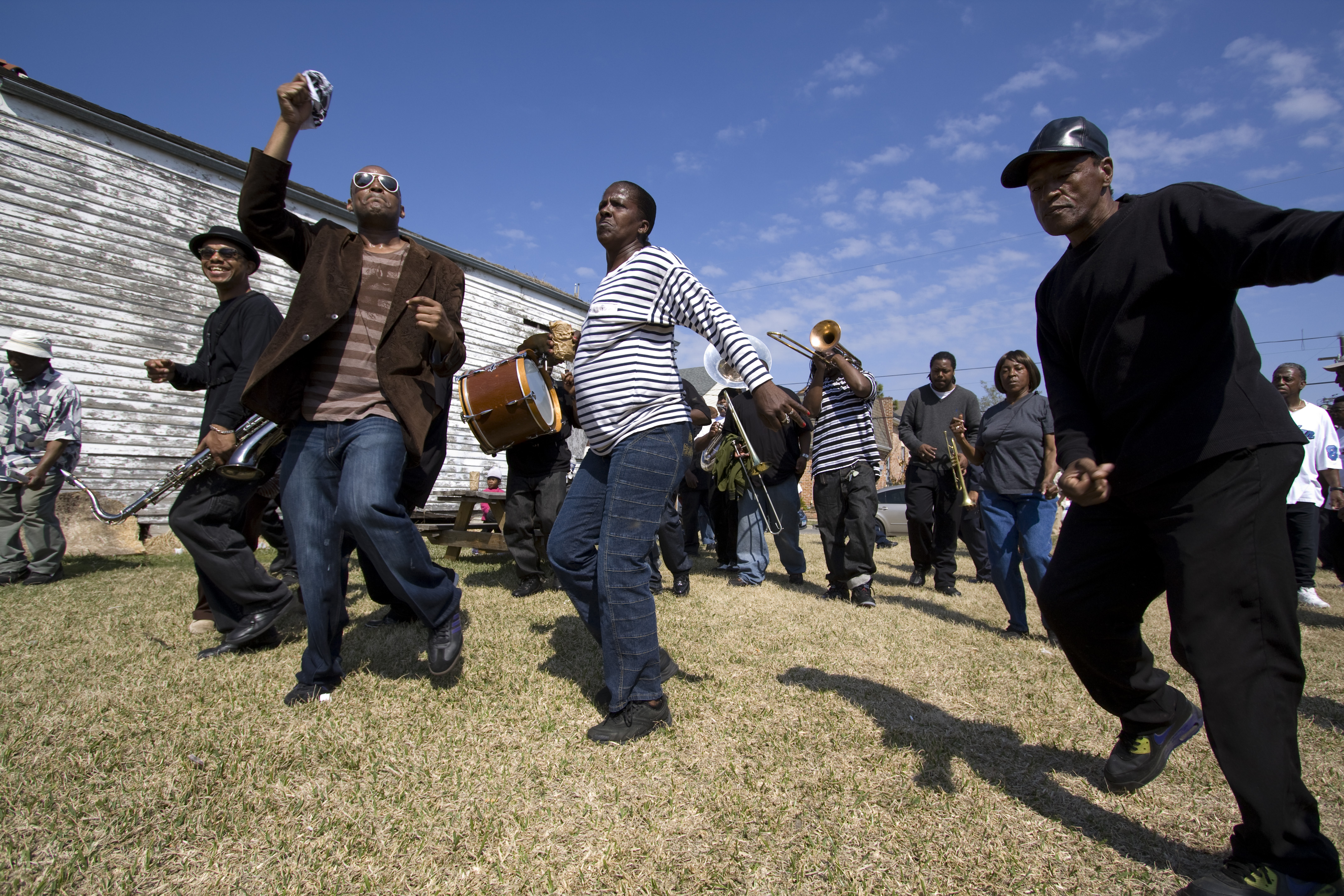
Processione 'funebre jazz' nella sezione Treme di New Orleans.
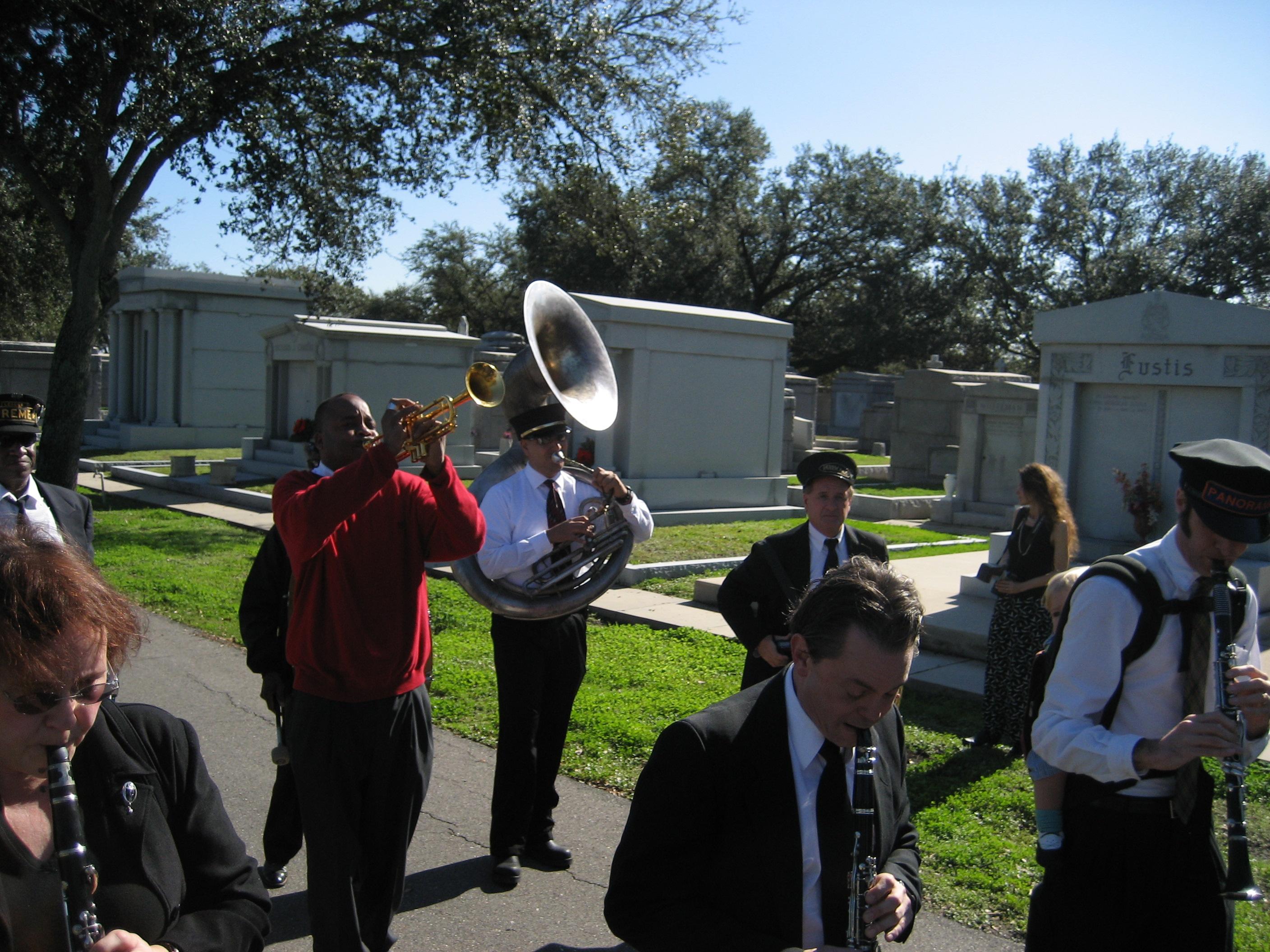
Musicisti al corteo funebre dello storico della musica Tad Jones, cimitero di Metaire, New Orleans.